# 明日から使える
『明日から使える』（あすからつかえる）は、2025年3月31日よりNHK Eテレで放送されている趣味講座番組シリーズの総称である。

## 概要
2024年度まで放送された『趣味どきっ!』を曜日毎・ジャンル別に解体したシリーズの一つ。本シリーズではすぐに役立つ情報をお届けするというコンセプトを設け、前身番組における実用系・生活情報系の講座を集約する。本シリーズで放送される番組の正式タイトルは『明日から使える◯◯◯』の形となっている。
NHK出版による番組テキストには、火曜日の同時間帯の『心おどる』シリーズや、水曜日の同時間帯の『3か月でマスターする』シリーズとともに、『おとなの学びシリーズ』という共通名称が付けられる。タイトルロゴのデザインはブランド共通のテーマに則り、ピンクの円としている。

## 放送時間
- 本放送

月曜日 21:30 - 22:00（Eテレ）
- 再放送

翌週月曜日 12:15 - 12:45（Eテレ）

## 放送講座
本枠では全期にわたって新作が制作されるわけではなく、当面の間は不定期に前身番組『趣味どきっ!』のアンコール放送に充てることがある。その間は『明日から使える』シリーズとしては休止となるが、便宜上これらのアンコール放送の日程も記載する。
- 明日から使えるプロの食材術（2025年3月31日 - 5月26日）
  - レギュラー講師：佐藤秀美、ナレーション：一龍斎貞友

| 放送リスト | 放送リスト     | 放送リスト                | 放送リスト         | 放送リスト             |
| 回         | 初回放送日     | テーマ                    | ゲスト講師         | MC                     |
| ---------- | -------------- | ------------------------- | ------------------ | ---------------------- |
| 1          | 2025年03月31日 | 使いたおせ! 濃い野菜      | 橋本幹造           | 矢作兼・ふせえり       |
| 2          | 2025年04月07日 | 秒で激変! 淡い野菜        | 橋本幹造           | 矢作兼・ふせえり       |
| 3          | 2025年04月14日 | うま味マシマシ きのこ     | 石井真介           | 矢作兼・ふせえり       |
| 4          | 2025年04月21日 | くさみさよなら魚          | 石井真介           | 矢作兼・ふせえり       |
| 5          | 2025年04月28日 | これでやみつき 魚加工品   | 橋本幹造           | 渡辺裕太・くわばたりえ |
| 6          | 2025年05月05日 | 無敵の技あり! 牛肉・豚肉  | 高山いさ己         | 渡辺裕太・江上敬子     |
| 7          | 2025年05月12日 | ひと手間で大変身 鶏肉・卵 | 高山いさ己         | 渡辺裕太・江上敬子     |
| 8          | 2025年05月19日 | フルーツ使いの新常識      | 今野登茂彦         | 渡辺裕太・くわばたりえ |
| 9          | 2025年05月26日 | 総集編                    | （総集編の為省略） | （総集編の為省略）     |

※2025年6月2日 - 7月28日は『趣味どきっ!』2025年2 - 3月期「こっそり スマホの達人」アンコールを放送。
- 明日から使える"新"東洋医学（2025年8月4日 - 9月29日予定）
  - 講師：木村容子・ワタナベマキ・石垣英俊、ナレーション：ユリン千晶

| 放送リスト | 放送リスト     | 放送リスト         | 放送リスト                 | 放送リスト |
| 回         | 初回放送日     | テーマ             | MC                         |            |
| ---------- | -------------- | ------------------ | -------------------------- | ---------- |
| 1          | 2025年08月04日 | ぐっすり眠ろう     | 酒井一圭（純烈）・松本明子 |            |
| 2          | 2025年08月11日 | もしかして夏太り?  | 酒井一圭（純烈）・松本明子 |            |
| 3          | 2025年08月18日 | 夏冷えでも夏バテに | マキタスポーツ・松本明子   |            |